# Montlainsia
Montlainsia é uma comuna francesa na região administrativa da Borgonha-Franco-Condado, no departamento de Jura. Estende-se por uma área de 21.50 km². Em 2010 a comuna tinha 252 habitantes (densidade: 11,7 hab./km²).
Foi criada em 1 de janeiro de 2017, a partir da fusão das antigas comunas de Lains (sede da comuna), Dessia e Montagna-le-Templier.